# Dzmitry Lebedzew
Dzmitry Lebedzew (tiếng Belarus: Дзмітрый Лебедзеў; tiếng Nga: Дмитрий Лебедев; sinh 13 tháng 5 năm 1986) là một cầu thủ bóng đá Belarus, thi đấu ở vị trí tiền đạo cho Gorodeya.
Anh trai của anh, Alyaksandr Lebedzew cũng là một cầu thủ bóng đá.

## Sự nghiệp
Sinh ra ở Soligorsk, Lebedzew bắt đầu chơi bóng ở hệ thống trẻ FC Shakhtyor Soligorsk. Anh chưa ra sân lần nào cho câu lạc bộ, và chuyển đến FC Smorgon nơi anh có màn ra mắt tại Giải bóng đá ngoại hạng Belarus năm 2007.